# Strahlungen
Strahlungen é um município da Alemanha, situado no distrito de Rhön-Grabfeld, no estado da Baviera. Tem 13,43 km² de área, e sua população em 2019 foi estimada em 930 habitantes.